# Parti du peuple socialiste (Norvège)
Le Parti du Peuple Socialiste (Sosialistisk Folkeparti-SF) est un ancien parti politique norvégien de gauche, créé en 1961 et dissout en 1975.

## Histoire
Le parti a été créé en raison de la politique étrangère menée par le Parti travailliste, spécialement en ce qui concerne l'adhésion à l'OTAN au moment de la guerre froide. Pire encore pour eux, le souhait du parti travailliste de voir installer des missiles nucléaires sur le sol norvégien.
Des membres exclus du Parti travailliste en 1961 décidèrent donc de former un nouveau parti : le parti du peuple socialiste.
Aux élections législatives de 1961, le parti obtient deux représentants au Storting : Finn Gustav et Asbjørn Holm qui firent tomber le gouvernement d'Einar Gerhardsen lors de l'Affaire de Kings-Bay. Ils souhaitaient que le Parti travailliste forme un nouveau gouvernement, ce que refusèrent un certain nombre de députés travaillistes. La Norvège connut alors le premier gouvernement de centre-droit depuis la fin de la guerre.

## Organisation de la jeunesse
L'organisation des jeunes du parti (Sosialistisk Ungdomforbund - SUF) commença, à la suite de ces événements, à se tourner vers le marxisme-léninisme, ce qui donna lieu à une fracture entre le parti et sa jeunesse. Lorsque se créé en 1973 le Parti communiste des travailleurs (Arbeidernes kommunistparti - AKP), les jeunes créent Rød Ungdom, qui deviendra à la suite de sa fusion avec AKP, le parti Rød en 2007.

## Dissolution du parti
SF n'a plus de représentants en 1969. Mais le parti a été très influent dans la création de l'Alliance électorale socialiste en 1973 et qui deviendra deux ans plus tard le Parti socialiste de gauche.